# Lennoxlove House
Lennoxlove House é uma casa histórica situada em florestas de meia milha a sul de Haddington, em East Lothian, na Escócia. A casa é composta por uma torre do século XV, originalmente conhecida como Lethington, e foi prorrogada por diversas vezes, principalmente nos séculos XVII, XIX e XX. A casa é protegida como um prédio listado de categoria A, e é descrito pela Historic Scotland como "uma das mais antigas e notáveis casas da Escócia." A propriedade arborizada está incluída no Inventário de Jardins e Paisagens Projetadas na Escócia, a lista nacional de jardins significativos.